# Erentrud
Erentrud ist ein deutscher weiblicher Vorname.

## Herkunft
Der Name wird von ahd. arn „Adler“, und trud „stark“, „Macht“, „Gewalt“ hergeleitet.

## Namenstag
30. Juni

## Varianten
Erintrudis, Erentrudis, Ehrentrudis, Erentraud, Ehrentraud, Arindrud

## Bekannte Namensträgerinnen
(mehrere Varianten, chronologisch)
- Erentrudis von Salzburg (um 650–718), Benediktinerin und Heilige
- Erentrud Trost (1923–2004), deutsche Benediktinerin, Glasmalerin und Mosaizistin
- Erentraud Flügel-Kahler (* 1936), österreichische Mineralogin
- Ehrentraud Bayer (* 1953), deutsche Botanikerin